# Eucereon arenosa
Eucereon arenosa là một loài bướm đêm thuộc phân họ Arctiinae, họ Erebidae.